# Forever (album van Orleans)
Forever is het vijfde studioalbum van Orleans. Orleans had gebroken met Johanna en John Hall. Ook Jerry Marotta, net in dienst genomen, verdween weer. Tevens stapte de band over naar een ander platenlabel. Het werd Infinity Records, dat al snel van het wereldtoneel verdween. Van het album kwamen twee singles.
Forever heeft het nooit tot compact disc gebracht. 

## Musici
- Lance Hoppen – zang, gitaar
- Larry Hoppen – zang, basgitaar
- Wells Kelly – slagwerk, percussie, zang
- Bob Leinbach – toetsinstrumenten, trombone, zang
- R.A. Martin – zang, saxofoon, toetsinstrumenten

## Muziek
| Nr. | Titel                                                     | Duur |
| --- | --------------------------------------------------------- | ---- |
| 1.  | Love takes time (Marilyn Mason, Larry Hoppen)             | 3:51 |
| 2.  | Don’t throw our love away (Larry Hoppen, Mason, Leinbach) | 4:50 |
| 3.  | Keep on rollin’ (Leinbach)                                | 5:28 |
| 4.  | Jever wanted to love you (Leinbach, Larry Hoppen, Mason)  | 4:38 |

| Nr. | Titel                                                          | Duur |
| --- | -------------------------------------------------------------- | ---- |
| 1.  | Everybody needs some music (Leinbach, Kal David, Larry Hoppen) | 4:45 |
| 2.  | Slippin’ away (Leinbach, David, Larry Hoppen, Mason)           | 5:00 |
| 3.  | The flame and the moth (R.A. Martin)                           | 3:55 |
| 4.  | Isn’t it easy (Kelly, Sherman Kelly)                           | 4:17 |
| 5.  | Forever (leinbach, Mason, Larry Hoppen,)                       | 2:48 |